# الأعاصير في عام 2015
هذه الوثائق تمثل الاعاصير وزوبعة تفشي في جميع أنحاء العالم في عام 2015. تتشكل الأعاصير القوية والمدمرة بشكل متكرر في الولايات المتحدة والبرازيل، ولكنها يمكن أن تحدث في أي مكان تقريبًا في ظل الظروف المناسبة وغالبًا ما تكون أحداث الأعاصير مصحوبة بأشكال أخرى من احوال الطقس القوية بما في ذلك الرياح القوية والرعد
كان هناك 1,265 تم الإبلاغ عن الأعاصير في الولايات المتحدة في عام 2015 وفقًا لمركز توقع العاصفة ، والتي تم تأكيد ما لا يقل عن 1178 منها. في جميع أنحاء العالم، تم الإبلاغ عن 109 حالات وفاة أنهى عام 2015 الاتجاه الهادئ للغاية في مواسم 2012 و 2013 و 2014، وكان الأكثر نشاطًا في أربع سنوات.

## ملخص
خلال الجزء الأكبر من النصف الأول من عام 2015، كان نشاط الإعصار قريبًا من مستوى قياسي منخفض، ويرجع ذلك في الغالب إلى نمط مستمر من القاع في الشرق، مما أدى إلى انخفاض درجات الحرارة أكثر من المتوسط هناك، وتلال في الغرب، مما أدى إلى ارتفاع درجات الحرارة عن متوسط درجات الحرارة في الغرب. تغير النمط، بشكل طفيف، في أواخر مارس وأوائل أبريل للسماح ببعض الطقس القاسي. خلال شهر مايو، حدث عدد قليل من حالات تفشي الأعاصير الكبيرة، مما أدى إلى أن يكون أكثر شهور الإعصار نشاطًا منذ أبريل 2011، والأكثر نشاطًا في مايو منذ عام 2008. كان شهري نوفمبر وديسمبر نشطين للغاية مع أكثر من 20 حالة وفاة في ديسمبر وحده. تم الإبلاغ عن 93 إعصارًا في ديسمبر،، كان عام 2015 هو العام الأول منذ عام 2011 الذي يشهد أكثر من 1000 إعصار في جميع أنحاء الولايات المتحدة. في الملخص، كان عام 2015 أول عام متوسط أو أعلى من المتوسط من حيث عدد الأعاصير منذ عام 2011.

## كانون الثاني
خلال في يناير في الشكل 1، بدأ مركز التنبؤ بالعواصف في تسليط الضوء على احتمالية حدوث طقس قاسي عبر أجزاء من ساحل الخليج الأوسط ووادي المسيسيبي السفلي. في اليوم التالي، تمت ترقية المخاطر الهامشية الموجودة مسبقًا إلى مخاطر طفيفة عبر جنوب شرق لوزياانا في يناير في الشكل 3، سمح الجمع بين نقاط الندى العالية وعدم الاستقرار الهامشي وقص الرياح القوي بتطوير الخلايا الفائقة عبر وسط وجنوب ولاية ميسيسيبي، حيث تم تقديم مخاطر معززة لفترة وجيزة. ضرب إعصار EF2 غرب روز هيل، ميسيسيبي، مما تسبب في أضرار كبيرة،

## مارس

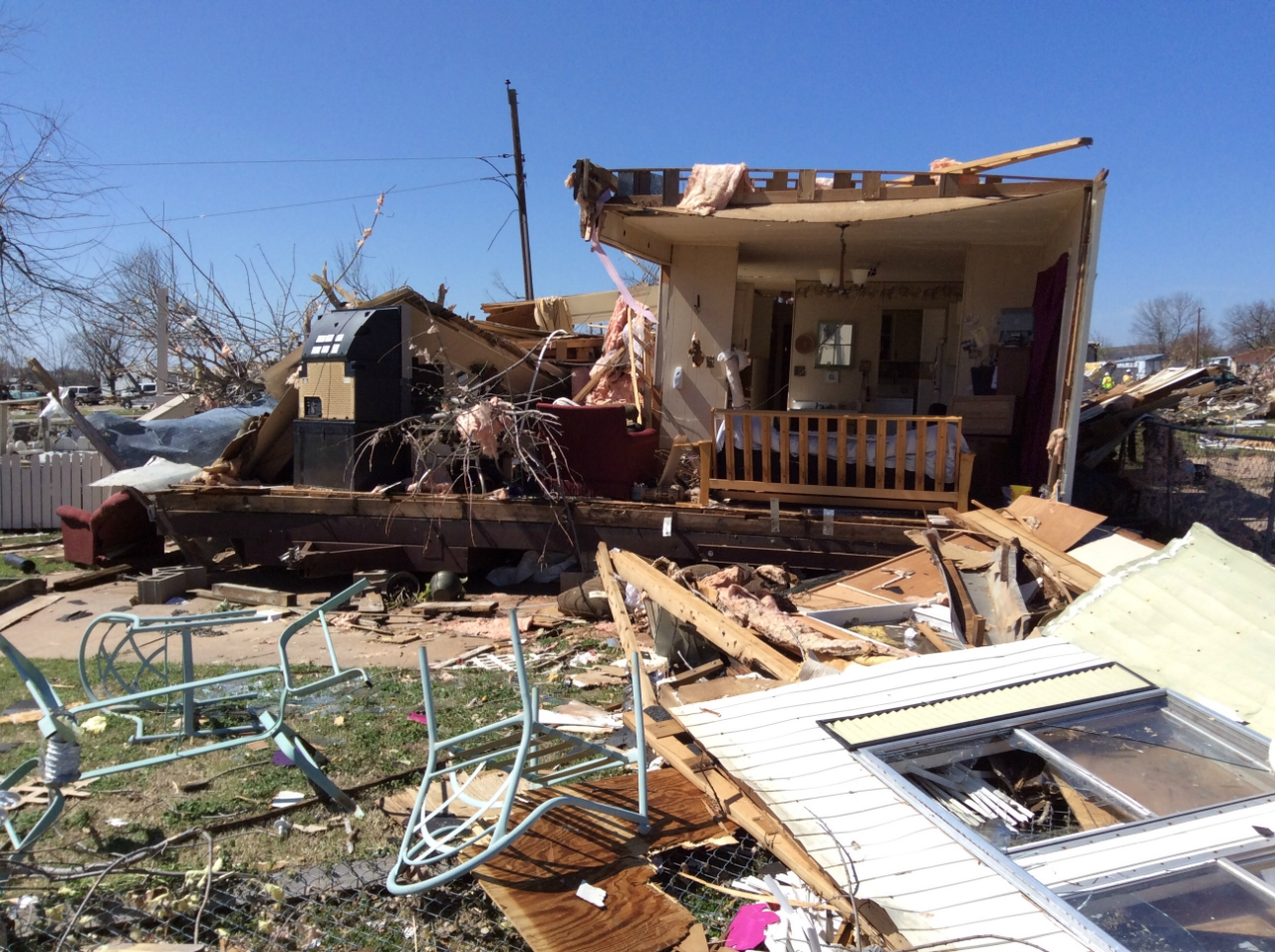
منزل متنقل مزدوج العريض دمره إعصار EF2 في ساند سبرينغز، أوكلاهوما

في وقت مبكر من شهر مارس في 24 سبتمبر، حددت SPC خطرًا متزايدًا للطقس القاسي عبر أجزاء من جنوب غرب ميسوري، وشمال غرب أركنساس، وشمال شرق أوكلاهوما، حيث من المتوقع أن تصبح الظروف مواتية لخلايا عظمى قوية. في مارس في 25 سبتمبر، نشأت مخاطر مناخية قاسية أكثر في جنوب غرب ميسوري وشمال غرب أركنساس وشمال شرق أوكلاهوما، حيث حددت SPC أول خطر معتدل لهذا العام. وهو صنبور مائي انتشر فوق بحيرة كيستون، مما تسبب في تلف EF2 في حديقة منزلية متنقلة حيث لوحظ وفاة شخص و 30 إصابة. الساعة 23:34 UTC، إعصار EF2 ثانٍ تم تطويره وتعقبه عبر جنوب غرب أوكلاهوما سيتي، أوكلاهوما، قبل دخول مور. تعرضت العديد من الهياكل لأضرار كبيرة، وانقلبت العديد من السيارات وانقلبت على الطريق السريع ضربت العديد من الأعاصير الضعيفة الأخرى في الدول المجاورة أيضًا.

## أبريل
تم الإبلاغ عن 185 إعصارًا في الولايات المتحدة في أبريل، تم تأكيد 171 منها.

## سبتمبر
تم الإبلاغ عن 24 إعصارًا في الولايات المتحدة في سبتمبر، تم تأكيد 17 منها.

## شهر نوفمبر
تم الإبلاغ عن 95 إعصارًا في الولايات المتحدة في نوفمبر، ومع ذلك، تم تأكيد 98.